# Davide Rizzio
Davide Rizzio, o Davide Riccio (Pancalieri, 1533 circa – Edimburgo, 9 marzo 1566), è stato un politico, compositore e liutista italiano, cortigiano, discendente dei conti di Riccio di San Paolo e Solbrito, è noto per essere stato segretario privato di Maria Stuarda, regina di Scozia e per avere composto, secondo alcuni autori, la melodia di Auld Lang Syne.

## Biografia
Figlio di un maestro di musica (appartenente ai conti Riccio di San Paolo e Solbrito), Rizzio fu musicista prima alla corte del Duca di Savoia e quindi a Nizza, ma non trovando grande accoglienza fece in modo di andare in Scozia con il conte Carlo Ubertino Solaro di Moretta, che era inviato come ambasciatore in Scozia dal Duca Emanuele Filiberto di Savoia.
Fece amicizia con alcuni musici che la regina Maria Stuarda aveva portato con sé dalla Francia. Sir James Melville, un amico personale di Rizzio, gli disse: "Sua Maestà ha tre cantori e necessita di un basso per completare il quartetto vocale". In questo modo egli venne introdotto a Corte. Il suo salario per la posizione di valletto era di 150 Franchi o 75 Lion.
Egli era considerato un uomo dall'aspetto molto brutto, ma un buon musicista e un eccellente cantante, doti che gli valsero l'attenzione della regina. Alcuni autori attribuiscono a Rizzio la composizione della melodia di Auld Lang Syne, brano conosciuto in Italia anche come Valzer delle candele.
Verso la fine del 1564 egli divenne il segretario privato della regina per le relazioni con la Francia quando il suo predecessore andò in pensione.
La sua ambizione e la sua forte influenza politica, il suo essere straniero e cattolico romano, e il sospetto che fosse l'amante della regina gli provocarono invidie di parte della corte e l'ostilità del marito della regina Enrico Stuart, Lord Darnley.

## Assassinio
La sera del 9 marzo del 1566 alcuni nobili protestanti, con l'assenso di Enrico Stuart, penetrarono a mano armata nel palazzo reale di Holyrood Palace e giunsero nella sala da pranzo chiedendo la consegna di Rizzio, il quale si nascose dietro la regina. Maria, incinta di sei mesi di Giacomo VI, del quale Rizzio era il sospetto padre, si rifiutò. Al rifiuto della regina Rizzio venne ucciso davanti a essa, che tentò inutilmente di salvargli la vita. Le grida della regina e di Rizzio giunsero all'esterno del palazzo e alcune centinaia di popolani uscirono dalle taverne e, armati di bastoni, si diressero al palazzo in soccorso della regina, ma ella, minacciata dai congiurati, si affacciò alla finestra congedando i suoi sudditi. Rizzio venne assassinato con cinquantasette pugnalate e gettato giù dalle scale dopo essere stato spogliato dei gioielli e delle vesti. Secondo Maria uno degli intrusi, Patrick Bellenden, fratello del cancelliere del giudice, puntò la pistola alla sua pancia, mentre Andrew Kerr di Faldonsyd minacciò di pugnalarla. Lord Ruthven (Conte di Gowrie) lo negò.

## Dopo la morte

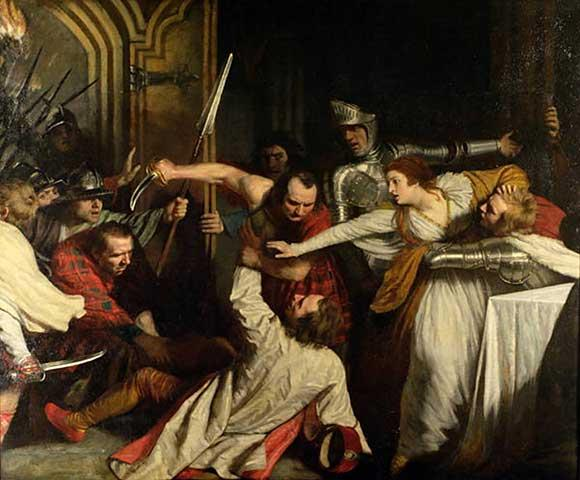
Uccisione di Davide Rizzio.

Subito dopo l'assassinio Maria riuscì a parlare con Lord Darnley e potrebbe essere stata lei ad averlo convinto che erano entrambi in pericolo e prigionieri nel palazzo. La guardia che era con lei, a mezzanotte del giorno seguente, la aiutò a scappare; lei cavalcò dietro ad Arthur Erskine fino a Seton Palace e poi in sicurezza fino al castello Dunbar. Un servo inglese di Lord Darnley, Anthony Standen, successivamente affermò di avere accompagnato la regina insieme a Lord Stewart di Traquair e il fratello William Stewart. Maria ritornò a Edimburgo con i suoi sostenitori e soggiornò al Royal Mile piuttosto che tornare a palazzo. Il 21 di marzo dichiarò Darnley non colpevole di omicidio.
Il fratello di Rizzio, Giuseppe, arrivò in Scozia con Michel de Castelnau e fu designato segretario al posto di David il 25 aprile 1566. Giuseppe e un collega italiano, Joseph Lutyni, ebbero qualche problema per avere rubato alcune monete dalla borsa della regina e nell'aprile del 1567 fu accusato e assolto con James Hepburn, IV conte di Bothwell per l'omicidio di Darnley.
Davide Rizzio fu sepolto velocemente nel cimitero di Holyrood, ma Buchanan narra che successivamente, per ordine della regina, il suo corpo venne traslato e tumulato nel sepolcro dei re di Scozia. Questa misura, molto inopportuna, avvalorò la convinzione che il rapporto fra Rizzio e la regina fosse qualcosa di diverso da quello fra una regina e il suo segretario.
La cronaca degli eventi dice che l'uccisione di Rizzio fu una delle cause scatenanti della depressione che colpì la regina l'anno successivo.
Rizzio è sepolto nella chiesa di Canongate Kirkyard a Edimburgo, a poche centinaia di metri dal Holyrood Palace. Questo avrebbe richiesto la seconda riesumazione di un cattolico senza conoscenti in vita in un cimitero protestante, centoventi anni dopo la sua morte. Viene considerato più probabile che sia sepolto in una tomba non segnata in un cimitero vicino ad Holyrood Abbey. Lo storico protestante George Buchanan scrisse nel 1581 che David fu sepolto al di fuori dell'abbazia e che Maria avesse organizzato la sepoltura nella tomba del padre, Giacomo V di Scozia e di Madeleine di Francia. Buchanan descrisse le circostanze che mettevano in cattiva luce la regina; mentre il suo libro veniva stampato l'amico James Melville cercò di fare riscrivere a Buchanan il passo temendo che Giacomo VI avrebbe bandito l'intero libro. Buchanan chiese a suo cugino, Thomas Buchanan, un insegnante elementare di Stirling, se lui ritenesse che la storia potesse essere vera ed egli assentì. La storia venne pubblicata.

### Spia del papa
Secondo lo scrittore Eric Frattini Davide Rizzio, assieme al fratello Giuseppe, era una spia del papa, "infiltrato al seguito dell'ambasciatore di Savoia" presso la corte di Maria Stuarda, con il compito di combattere la riforma anglicana e difendere il cattolicesimo e i suoi rappresentanti.
L'assassinio di Rizzio fu il frutto di una cospirazione politica che strumentalizzò anche la gelosia di Lord Darnley, marito di Maria Stuarda.